# Pristomyrmex
Pristomyrmex är ett släkte av myror. Pristomyrmex ingår i familjen myror.

## Bildgalleri

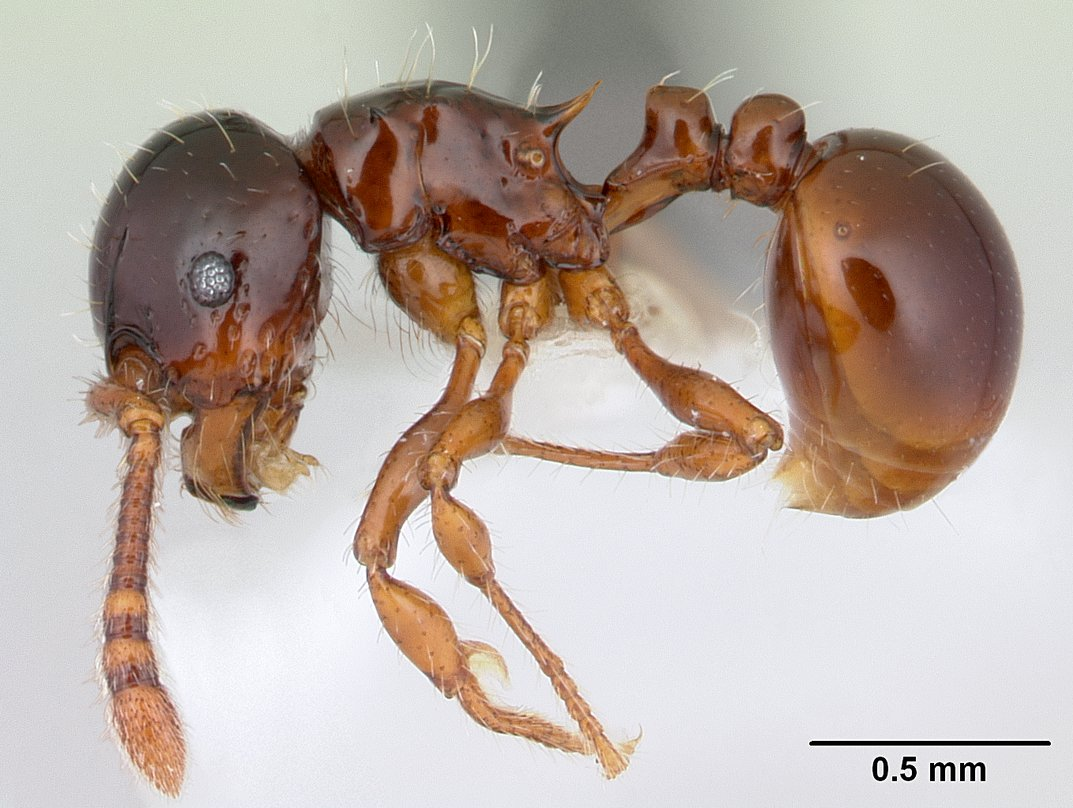

## Dottertaxa tillPristomyrmex, i alfabetisk ordning[1]
- Pristomyrmex africanus
- Pristomyrmex bispinosus
- Pristomyrmex brevispinosus
- Pristomyrmex castaneicolor
- Pristomyrmex castor
- Pristomyrmex coggii
- Pristomyrmex cribrarius
- Pristomyrmex eduardi
- Pristomyrmex erythropus
- Pristomyrmex fossulatus
- Pristomyrmex foveolatus
- Pristomyrmex fuscipennis
- Pristomyrmex laevis
- Pristomyrmex levigatus
- Pristomyrmex lucidus
- Pristomyrmex mandibularis
- Pristomyrmex mendanai
- Pristomyrmex nitidissimus
- Pristomyrmex obesus
- Pristomyrmex orbiceps
- Pristomyrmex orbiculatus
- Pristomyrmex parumpunctatus
- Pristomyrmex pegasus
- Pristomyrmex picteti
- Pristomyrmex pollux
- Pristomyrmex punctatus
- Pristomyrmex pungens
- Pristomyrmex quadridens
- Pristomyrmex quadridentatus
- Pristomyrmex reticulatus
- Pristomyrmex taurus
- Pristomyrmex thoracicus
- Pristomyrmex trachylissus
- Pristomyrmex trispinosus
- Pristomyrmex trogor
- Pristomyrmex umbripennis
- Pristomyrmex wheeleri
- Pristomyrmex wilsoni